# پوستنگه
پوستنگه (به صربی: Postenje) یک منطقهٔ مسکونی در صربستان است که در نووی پازار واقع شده‌است.